# 長崎屋源右衛門
長崎屋 源右衛門（ながさきや げんえもん）とは江戸時代、江戸日本橋に存在した薬種問屋長崎屋の店主が代々襲名した名前である。現存するスーパーマーケットチェーンの「長崎屋」は無関係で、こちらは岩田孝八によって興された。

## 概要
この商家は、日本橋本石町三丁目（のちの東京都中央区日本橋室町四丁目2番地に相当）の角地に店を構えていた。

## 業務

### 薬種商として
江戸幕府御用達の薬種問屋であった。幕府はこの商家を唐人参座に指定し、江戸での唐人参（長崎経由で日本に入ってくる薬用人参）販売を独占させた。また、明和年間から「和製龍脳売払取次所」の業務も行うようになった。

### 旅宿として
この商家は、オランダ商館長（カピタン）が定期的に江戸へ参府する際の定宿となっていた。カピタンは館医や通詞などと共にこの商家へ滞在し、多くの人々が彼らとの面会を求めて来訪した。この商家は「江戸の出島」と呼ばれ、鎖国政策下の日本において、西洋文明との数少ない交流の場の1つとなっていた。身分は町人であるため江戸の町奉行の支配を受けたが、長崎会所からの役料を支給されており、長崎奉行の監督下にもあった。
カピタン一行の滞在中にこの商家を訪れた人物には、平賀源内、前野良沢、杉田玄白、中川淳庵、最上徳内、高橋景保などがいる。学者や文化人が知識と交流を求めて訪れるだけにとどまらず、多くの庶民が野次馬となってオランダ人を一目見ようとこの商家に群がることもあり、その様子を脚色して描いた葛飾北斎の絵が残されている（#外部リンクを参照のこと）。
幕府は滞在中のオランダ商館員たちに対し、外部の人間との面会を原則として禁じていたが、これはあくまでも建前であり、時期によっては大勢の訪問客と会うことができた。商館員たちはあまりの来訪者の多さに悩まされもしたが、行動が大きく制限されていた彼らにとって、この商家は外部の人間と接触できる貴重な場の1つであった。商館の一員としてこの商家に滞在し、積極的に日本の知識を吸収していった人物には、エンゲルベルト・ケンペル、カール・ツンベルク、フィリップ・フランツ・フォン・シーボルトらがいる。
カピタンの江戸参府は年1回行われるのが通例であったが、寛政2年（1790年）以降は4-5年に1回となり、参府の無い年にはカピタンの代わりに通詞が出府した。この商家はカピタン参府と通詞出府の際の定宿として使われていたが、それ以外には全く宿泊客を受け入れていなかった。
旅宿として使われた建物には、一部に西洋風の内装、調度品が採り入れられていた。1946年（昭和21年）に運輸省が発行した『日本ホテル略史』は、この商家についての記述から始まっている。

### その他の業務
安政5年（1858年）10月、「蕃書売捌所（ばんしょうりさばきしょ）」を命ぜられ、長崎からの輸入蘭書の販売を行う。また町年寄の樽屋藤左衛門の記録によれば、同年より「西洋銃」の「入札払」いもしていた。

## 沿革

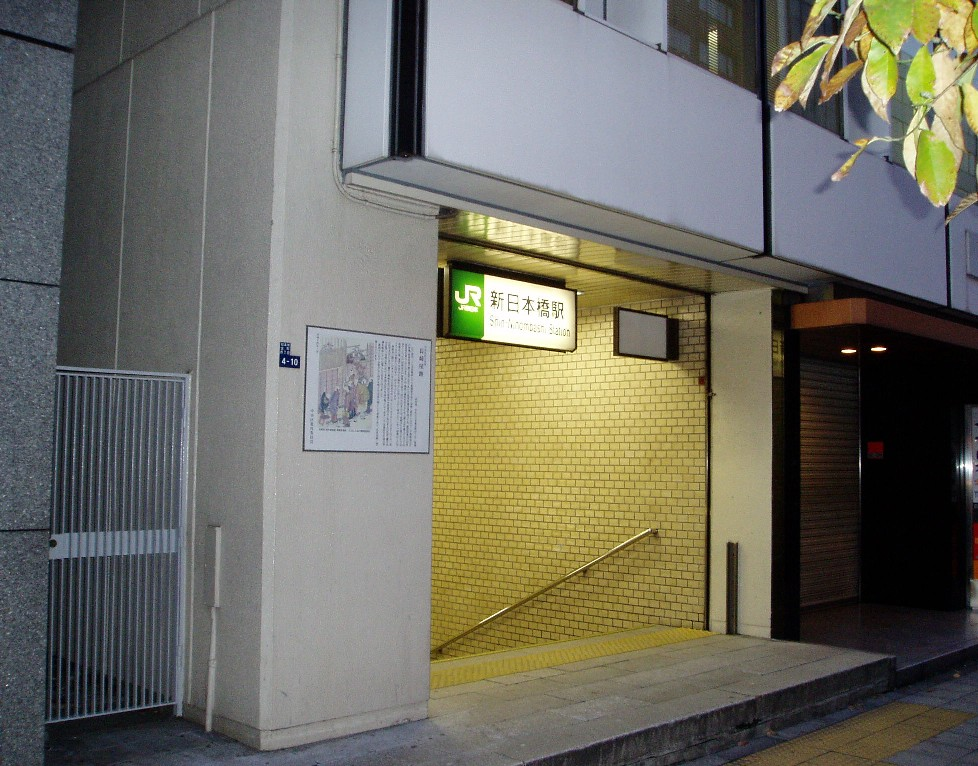
長崎屋跡

長崎出身の江原源右衛門が、徳川家康の時代に江戸へ移り、初代長崎屋源右衛門となった。初代の頃から幕府御用達の薬種問屋であったが、享保20年（1735年）3月6日には幕府がこの商家に唐人参座を置き、幕末まで江戸での唐人参専売を行った。
元禄ころの源右衛門は、俳人であり、俳号は「扇徳」。宝井其角と交遊があった。
カピタン一行の定宿となったのは17世紀前半、初代が逝去した後のことである。以後、嘉永3年（1850年）まで定宿として使われていた（安政5年、1858年に駐日オランダ領事官が江戸へ来た際には、この商家を宿としていない）。
江戸時代、日本橋一帯は幾度も大火に見舞われた。長崎屋もたびたび焼失し、カピタン一行が被災することも一度ならずあったが、焼失の都度オランダ商館からの援助を受け再建している。
万延2年（1861年）、日本橋の度重なる類焼により転宅を申し出、第11代長崎屋源右衛門は本石町から鉄砲洲船松町（現在の明石町）に転出し、江戸長崎会所として蕃書売捌所（蘭書の販売）や西洋銃の入札払いなどを行なった。しかし1868年、この一帯が外国人居留地に指定されたため南飯田町（現在の築地6丁目）に移ることになる。1869年新政府から、長崎会所にある鉄砲や洋書など全てのものを鉄砲洲御役所開市御用掛に引き渡すよう命じられた。さらに波止場（荷揚場）と運上所（税関）を造ることから、再び転出を余儀なくされた。その後の源右衛門は、京都の阿蘭陀宿海老屋村上氏が京都府の権少属に就いたのとは違い官職に就くことはなく、本所小梅町（現在の墨田区向島）の裏長屋に住み、1875年8月5日5人の子供を残し没した。
1887年(明治20年）、大橋新太郎が長崎屋の跡地に出版書店博文館を開いた。
現在、長崎屋の遺構は無いが、中央区から区民史跡として登録されており、新日本橋駅4番出口の脇に文化財としての説明が書かれたプレートが掲げられている。

## 墓所
菩提寺は浅草誓願寺内塔頭長安院（後に誓願寺に合併。他の塔頭は田島山十一ヶ寺として練馬に移転）にあったが、関東大震災後の震災復興再開発事業により、当時開設されたばかりの多磨墓地近くの多磨村上染谷に移転した。長崎屋の墓所は多磨霊園内の4区7側に設けられ、正面には「富沢家先祖代々之墓」と刻まれている。これは元は「江原家先祖代々之墓」とあったものを、家督を相続した江原多三郎が兵役逃れのさいに富沢家の名跡を継ぎ、彫り直したのである。そのため現在墓所内には長崎屋を示すものは残っておらず、唯一江戸時代の石仏が墓石横に鎮座しているだけである。